# PE4
PE4 je bílá plastická trhavina používaná v armádě Velké Británie. Jedná se o kompozici velice blízkou trhavině C-4, má však velmi nepatrně menší obsah brizantní výbušniny (hexogenu) a velmi nepatrně menší sílu. Její polymerní matrix (pojivo) má naopak lehce lepší vlastnosti než pojivo v trhavině C-4. Hustota PE4 je uváděna jako max. 1.601 g/cm3 a detonační tlak Pcj kolem 280 kbar s detonační rychlostí 8193 m/s (reálné hodnoty jsou však o několik procent nižší – kolem 250 kbar a 8000 m/s). Energie detonace je 5,6 MJ/kg. 250g náložka PE4 nad betonovou podlahou vytvoří ve vzdálenosti 4 m maximální přetlak kolem 80 kPa. Ekvivalent impulsu tlakové vlny je téměř 120 % TNT.